# سلافيسا رادوفيتش
سلافيسا رادوفيتش (بالسيريلية الصربية: Славиша Радовић) هو لاعب كرة قدم صربي في مركز ظهير ‏، ولد في 8 أكتوبر 1993 في زفورنيك في البوسنة والهرسك. لعب مع نادي أولمبيك سراييفو ونادي فويفودينا.

## وصلات خارجية
- سلافيسا رادوفيتش على موقع الاتحاد الأوربي (الإنجليزية)
- سلافيسا رادوفيتش على موقع قاعدة بيانات كرة القدم.إي يو (الإنجليزية)
- سلافيسا رادوفيتش على موقع Soccerway.com (الإنجليزية)